# Хубаи, Миклош
Миклош Хубаи (венг. Hubay Miklós; 3 апреля 1918, Орадя — 7 мая 2011, Будапешт) — венгерский драматург, писатель
, сценарист, переводчик, редактор, педагог, профессор Флорентийского университета. Лауреат государственной премии им. Кошута (1994).

## Биография
Образование получил в университетах Будапешта и Женевы. Во время Второй мировой войны был редактором «Нового венгерского журнала» в Женеве, вернулся в Будапешт в 1948 году. После возвращения в Венгрию читал лекции в Высшей школе театра и кино, был литературным руководителем Национального театра в Будапеште. Позже, жил в Италии, работал профессором Флорентийского университета (1974—1988).

## Творчество
Автор комедий, исторических драм, апокалиптических трагедий, сборников очерков о театре.
Дебютировал, как драматург в 1939 году, написав пьесу «Похищение Европы», отличающуюся острой антибуржуазной направленностью.
Следующая пьеса «Без героев» (1942) обличала пассивность, филистерство венгерского мещанства и мелко буржуазной интеллигенции. Обе пьесы были запрещены хортистской цензурой.
После освобождения страны от фашистской оккупации (1945) драматург вернулся к активной деятельности, уделял большое внимание теме интеллигенции, написал психологическую драму «Венгерское лето» (1954), политический памфлет «Это — война» (1959), музыкальную драму «Три ночи одной любви» (1960) о поэте-антифашисте М. Радноти.
В 1960-е годы в пьесах Мю Хубаи появляются условные сценические образы, он обращается к острой сценической форме. Пьесы последних лет посвящены проблеме становления новой социалистической морали («Тишина за дверью», 1963, и др.). В 1963 году издал сборник статей о современной венгерской драме.
М. Хубаи — автор переводов на венгерский язык произведений Ж. П. Сартра, Р. Шеридана и др.

## Киносценарии
- Bakaruhában (1957)
- A harangok Rómába mentek (1958)
- Micsoda éjszaka! (1958)
- Kard és kocka (1959)
- Pár lépés a határ (1959)
- Csutak és a szürke ló (1961)
- Katonazene (1961)
- Pesti háztetők (1962)
- Angyalok földje (1962)
- Az utolsó vacsora (1962)
- Mit csinált felséged 3-tól 5-ig? (1964)
- Egy szerelem három éjszakája (1967, 1986)
- Az utolsó kör (1968)
- Római karnevál (1974)
- A párkák (1975)
- Ki látott engem? (1977)
- Ők tudják, mi a szerelem (1985)
- Zenés Tv színház (1986)
- A Teremtéstől az Emberig (2009)

## Награды
- Государственная литературная Премия Йожефа Аттилы (1955, 1965, 1975)
- Медаль заслуг социалистического отечества (1971)
- Орден Заслуг Венгерской Народной Республики (1972, 1978)
- Литературная премия Фонда искусств Венгрии (1979)
- Литературная Премия Имре Мадаха (1983)
- Орден Знамени (1987)
- Премия Тибора Дери (1988)
- Премия Кошута (1994)
- Премия «Книга года» (1996)
- Литературная Премия Эрне Сепа
- Городская премия Рима (1997)
- Орден Заслуг (Венгрия) (2003)
- Литературная премия Яноша Араня (2004)
- Орден Звезды итальянской солидарности (2005)
- Премия Prima Primissima (2005)
- Премия «Моя страна» (2006)
- Почётный гражданин города Орадя (2008)